# Totální syntéza taxolu

Strukturní vzorec taxolu

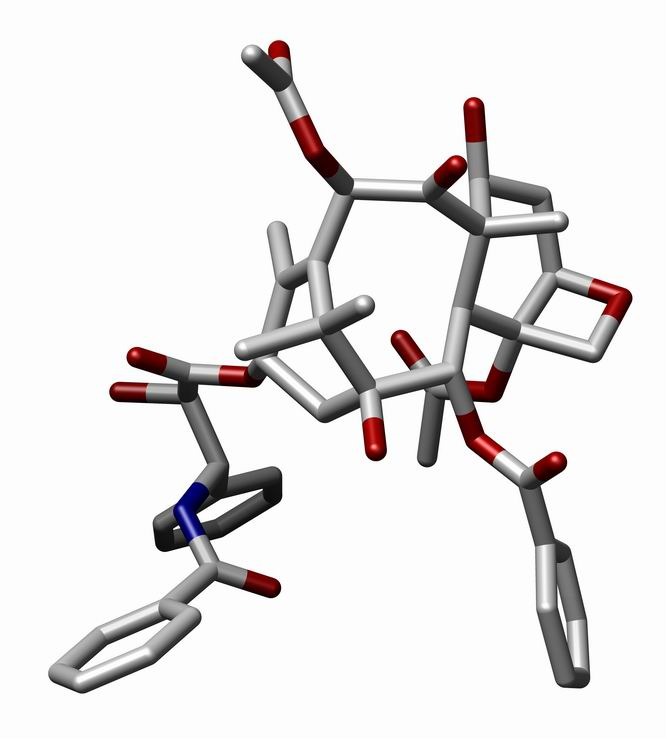
Krystalová struktura taxolu

Totální syntéza taxolu je souhrnné označení pro postupy využívající k získání taxolu totální syntézu. Tento diterpenoid je důležitý při léčbě nádorů, ovšem také drahý, protože se ze zdroje, kterým je tis západoamerický (Taxus brevifolia). Velký význam má nejen samotná syntéza této sloučeniny, ale také i možnost vytvářet její deriváty nevyskytující se v přírodě, které však také mohou být potenciálně využity.
Molekula obsahuje tetracyklické jádro nazývané baccatin III a amidový vedlejší řetězec. Jednotlivé cykly vytvářející jádro se, zleva doprava, označují kruh A (odvozený od cyklohexenu), kruh B (odvozený od cyklooktanu), kruh C (cyklohexanový) a kruh D (oxetanový).
Vývoj taxolu trval kolem 40 let. Protinádorové účinky kůry tisu západoamerického byly objeveny v roce 1963. Aktivní látka zodpovědná za tuto aktivitu byla nalezena roku 1969 a její strukturu se podařilo určit v roce 1971. Totální syntézu jako první provedl Robert A. Holton v roce 1994 v projektu zahájeném v roce 1982; roku 1989 také vyvinul částečnou syntézu z 10-deacetylbaccatinu III, sloučeniny použité jako biosyntetický prekurzor nacházející se, v množstvích větších než samotný taxol, v tisu červeném (Taxus baccata).

## Totální syntéza

Způsoby syntézy taxolu a prekurzory použité při každé z nich

Možnosti totální syntézy taxolu byly nejvíce zkoumány v 90. letech 20. století, v roce 1992 se jimi zabývalo kolem 30 výzkumných skupin, nalézt ji dokázalo pouze 10, přičemž první byly těsně po sobě skupiny vedené Robertem A. Holtonem a K. C. Nicolaouem.
Některé z těchto postupů byly plně syntetické, zatímco jiné zahrnovaly molekuly vyskytující se v přírodě. Všechny mají společné to, že při nich byla nejprve vytvořena molekula baccatinu a následně se provedlo připojení vedlejšího řetězce; toto připojení bylo až na jednu výjimku zprostředkováno Odžimovým laktamem.
1. Holtonova totální syntéza taxolu (1994) - prekurzor: patchoulol - postup: lineární syntéza AB, poté C, pak D[2][3]
2. Nicolaouova totální syntéza taxolu (1994) - prekurzor: kyselina slizová postup: konvergentní syntéza A a C, spojení do ABC, poté syntéza D[4]
3. Danishefského totální syntéza taxolu (1996) - prekurzor: Wielandův–Miescherův keton postup: lonvergentní syntéza C, spojení s D a poté s A za vzniku ABCD (viz příslušný článek)
4. Wenderova totální syntéza taxolu (1997) - prekurzor: pinen postup: lineární syntéza AB, pak C, pak D[5][6]
5. Kuwadžimova totální syntéza taxolu (1998) - prekurzor:propargylalkohol postup: lineární syntéza A, B, C a nakonec D[7][8]
6. Mukaijamova totální syntéza taxolu (1998)[9] Prekurzor: L-serin postup: lineární syntéza B, C, A a D. Viz příslušný článek.
7. Takahašiova totální syntéza taxolu(2006)[10] Prekurzor: geraniol postup: konvergentní syntéza A a C, spojení do ABC a poté syntéza D
8. Satóova-Čidaova syntéza (2015), formální syntéza s využitím Takahašiova meziproduktu[11][12][13]
9. Nakadova syntéza (2015) formální syntéza s využitím Takahašiova meziproduktu[14]
10. Baranova syntéza (2020), totální syntéza dvoufázovým divergentním postupem[15]

Další výzkum se zaměřuje na syntézy taxadienu a taxadienonu. Byly i popsány syntézy podobných taxanů, decinnamoyltaxininu E a taxabaccatinu III.

## Částečná syntéza
Průmyslová částečná syntéza taxolu začíná u 10-deacetylbaccatinu III a spočívá v navázání Odžimova laktamu na jeho volný hydroxyl:

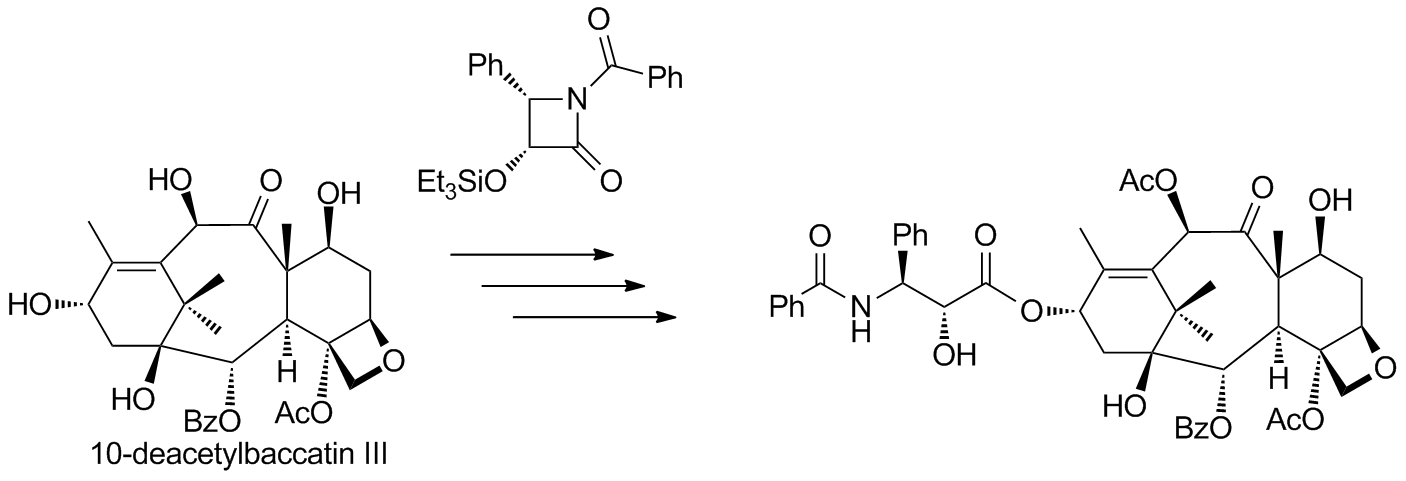
Částečná syntéza taxolu z 10-deacetylbaccatinu a (3R,4S)-3-triethylsilanyloxy-4-fenyl-N-Boc-2-azetidinonu

Jiná průmyslová výroba spočívá v izolaci několika derivátů taxolu, které mají podobnou strukturu, lišící se pouze organickým zbytkem R na koncové skupině amidového řetězce, což může být mimo jiné fenyl, propyl nebo pentyl, zatímco u taxolu jde vždy o fenyl. Při samotné syntéze se amid přeměňuje na amin pomocí Schwartzova činidla přes iminový meziprodukt, následuje okyselení a benzoylace.

## Biosyntéza
Biosyntéza taxolu se skládá z 20 enzymatických reakcí; dosud nebyla plně objasněna. Popsané části jsou velmi odlišné od popsaných umělých syntéz (viz obrázek výše). Výchozí látkou je geranylgeranylpyrofosfát 2, dimer geraniolu 1. Tato sloučenina již obsahuje 20 atomů uhlíku potřebných pro tvorbu základního řetězce taxolu. Další uzavírání kruhu přes meziprodukt 3 (taxadien) dává vzniknout taxusinu 4.
Dvěma hlavními důvody, proč tuto syntézu nelze provést v laboratoři jsou, že u přírodních procesů je lépe řízena stereochemie a také se zde lépe aktivuje uhlíkový řetězec s kyslíkatými substituenty, kde některé oxygenace provádí cytochrom P450. Meziproduktem 5 je 10-deacetylbaccatin III.
V roce 2011 byla popsána biochemická syntéza taxadienu v kilogramových množstvích pomocí geneticky upravené bakterie Escherichia coli.